# Rhodoprasina corrigenda
Rhodoprasina corrigenda is een vlinder uit de familie van de pijlstaarten (Sphingidae). De wetenschappelijke naam van de soort werd in 1996 gepubliceerd door Ian Kitching & Jean-Marie Cadiou.